# Sowjetischer Eishockeypokal 1955
Die Saison 1955 war die fünfte Austragung des sowjetischen Eishockeypokals. Pokalsieger wurde zum zweiten Mal der ZDSA Moskau. Bester Torschütze des Turniers war Alexander Tscherepanow von ZDSA Moskau mit acht Toren.

## Teilnehmer
| Teams der Klass A: | Teams der Klass B: | Weitere Teams:                                                                           |
| --- | --- | ---------------------------------------------------------------------------------------- |
| - KKM Elektrostal - Torpedo Gorki - Awangard Leningrad - ODO Leningrad - Dynamo Moskau - Krylja Sowetow Moskau - ZDSA Moskau - Dynamo Nowosibirsk - Daugava Riga - Awangard Tscheljabinsk | - SK Stalina Molotow - SK Swerdlowa Molotow - Spartak Moskau - Spartak Swerdlowsk - Dynamo Tallinn - Chimik Woskressensk | - ODO Leningrad II - Iskra Minsk - Dynamo Petrosawodsk - Lokomotive Riga - Kalev Tallinn |

## Ergebnisse

### Erste Runde
| Dynamo Tallinn | 3:2 | Iskra Minsk |

### Zweite Runde
| Dynamo Petrosawodsk      | 2:14 | ODO Leningrad II       |
| SK im. Swerdlowa Molotow | 3:1  | Kalev Tallinn          |
| Chimik Woskressensk      | 3:1  | SK im. Stalina Molotow |
| Dynamo Tallinn           | 9:0  | Lokomotive Riga        |

### Achtelfinale
| Dynamo Moskau            | 3:0  | Awangard Leningrad     |
| Spartak Swerdlowsk       | 4:3  | Dynamo Nowosibirsk     |
| ODO Leningrad II         | 2:7  | KKM Elektrostal        |
| SK im. Swerdlowa Molotow | 2:12 | ODO Leningrad          |
| Dynamo Tallinn           | 1:21 | Krylja Sowetow Moskau  |
| Chimik Woskressensk      | 2:1  | Awangard Tscheljabinsk |
| Spartak Moskau           | 3:4  | Daugava Riga           |
| Torpedo Gorki            | 0:14 | ZDSA Moskau            |

### Viertelfinale
| Dynamo Moskau         | 12:0 | Spartak Swerdlowsk  |
| KKM Elektrostal       | 2:5  | ODO Leningrad       |
| Krylja Sowetow Moskau | 2:0  | Chimik Woskressensk |
| Daugava Riga          | 0:9  | ZDSA Moskau         |

### Halbfinale
| Dynamo Moskau         | 9:3 | ODO Leningrad |
| Krylja Sowetow Moskau | 1:5 | ZDSA Moskau   |

### Finale
| Dynamo Moskau | 2:5 | ZDSA Moskau |

## Pokalsieger
| Pokalsieger ZDSA Moskau | Torhüter: Grigori Mkrtytschan, Nikolai Putschkow Verteidiger: Genrich Sidorenkow, Nikolai Sologubow, Iwan Tregubow, Dmitri Ukolow Angreifer: Weniamin Alexandrow, Jewgeni Babitsch, Juri Baulin, Wsewolod Bobrow, Alexander Komarow, Juri Kopylow, Konstantin Loktew, Juri Pantjuchow, Alexander Tscherepanow, Wiktor Schuwalow Cheftrainer: Anatoli Tarassow |